# Njurtapp

Njurtappens läge.

Njurtapp är en styckningsdetalj av nöt. Njurtappen består av diafragma och köttet är relativt grovfibrigt men lämpar sig ändå väl att steka i panna eller grilla.